# جان هاردي
جان هاردي (بالفرنسية: Jean Hardy)‏ هو ضابط فرنسي، ولد في 19 مايو 1763 في Mouzon ‏ في فرنسا، وتوفي في 29 مايو 1802 في كاب هايتيان في هايتي بسبب حمى صفراء.